# Chandausi
Chandausi ist eine Stadt im indischen Bundesstaat Uttar Pradesh.
Chandausi liegt in der nordindischen Ebene 150 km östlich der Bundeshauptstadt Neu-Delhi sowie 40 km südlich von Moradabad. 
Die Stadt befindet sich im 2011/2012 neu gegründeten Distrikt Sambhal und war zuvor Teil des Distrikts Moradabad. 
Chandausi liegt an der nationalen Fernstraße NH 93 (Aligarh–Moradabad). Hauptstraßen führen von Chandausi nach Sambhal und Badaun.
Chandausi besitzt als Stadt den Status eines Nagar Palika Parishad. Die Stadt ist in 25 Wards gegliedert. Beim Zensus 2011 hatte Sambhal 114.383 Einwohner.
73,49 % der Bevölkerung sind Anhänger des Hinduismus, 25,71 % sind Muslime.